# Harold M. Walker
Harold M. Walker (1904-1994) fue un animador estadounidense que, al principio de su carrera, trabajó en Mutt and Jeff y El gato Félix y luego en la unidad de Willard Bowsky con Popeye. En 1962 creó Wellbee, un personaje de dibujos animados que representaba el bienestar y fue utilizado en campañas de salud pública en Estados Unidos.

## Galería

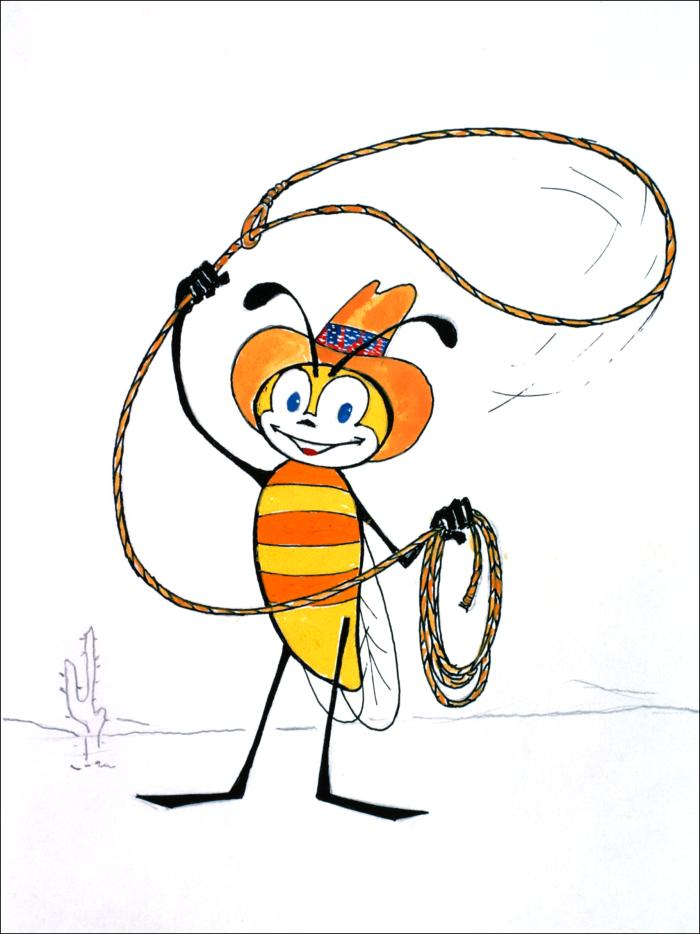
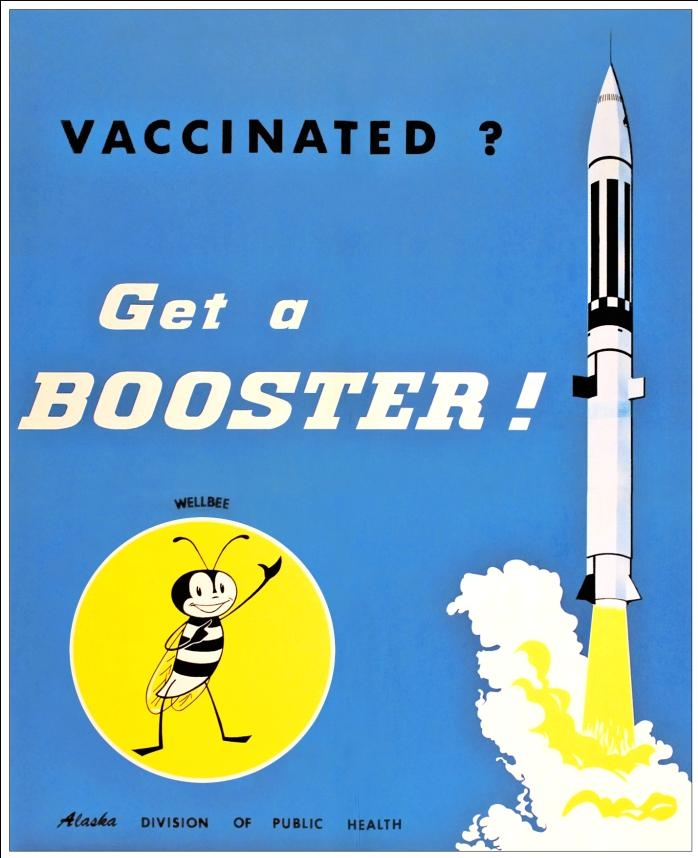
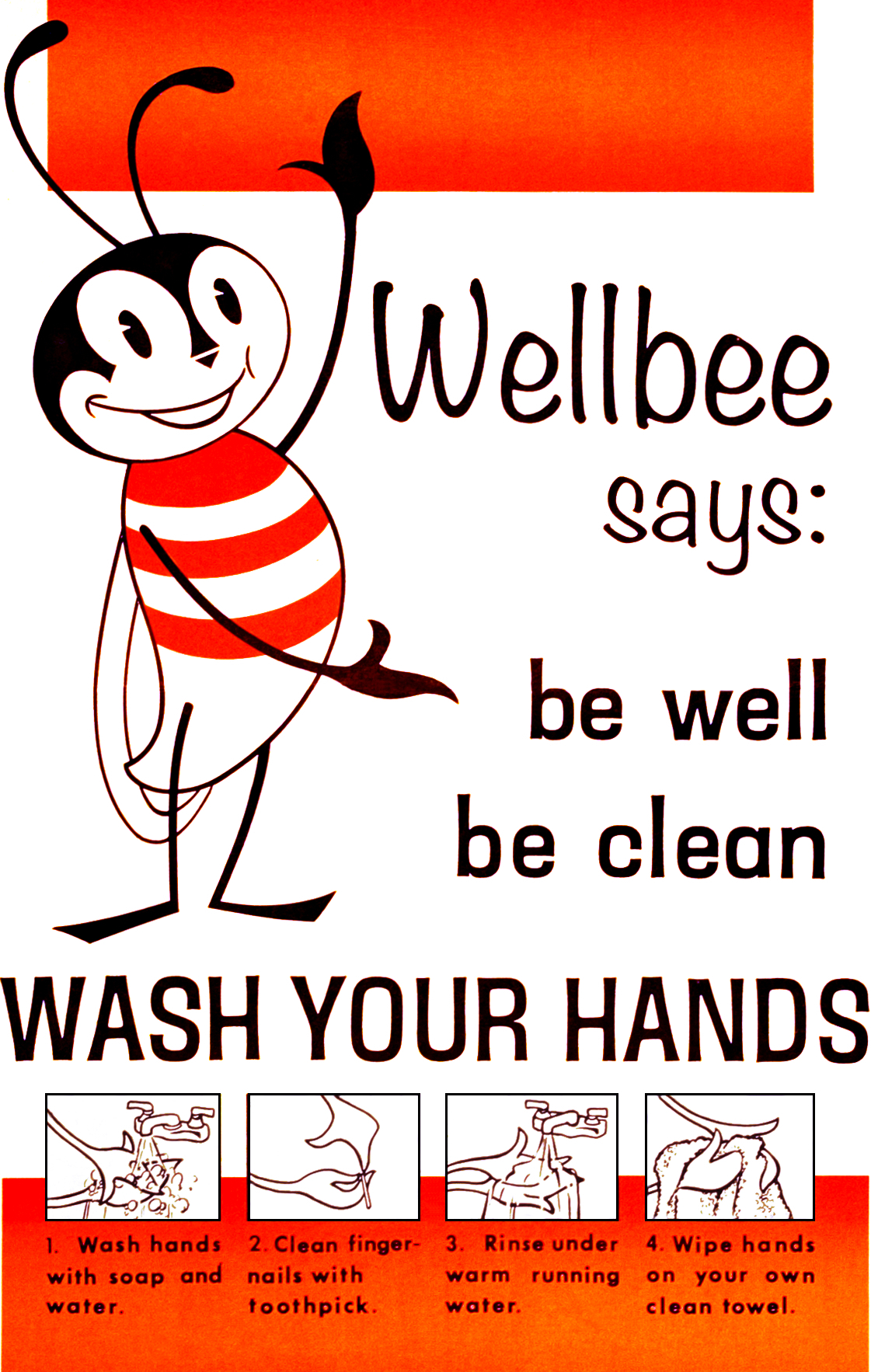
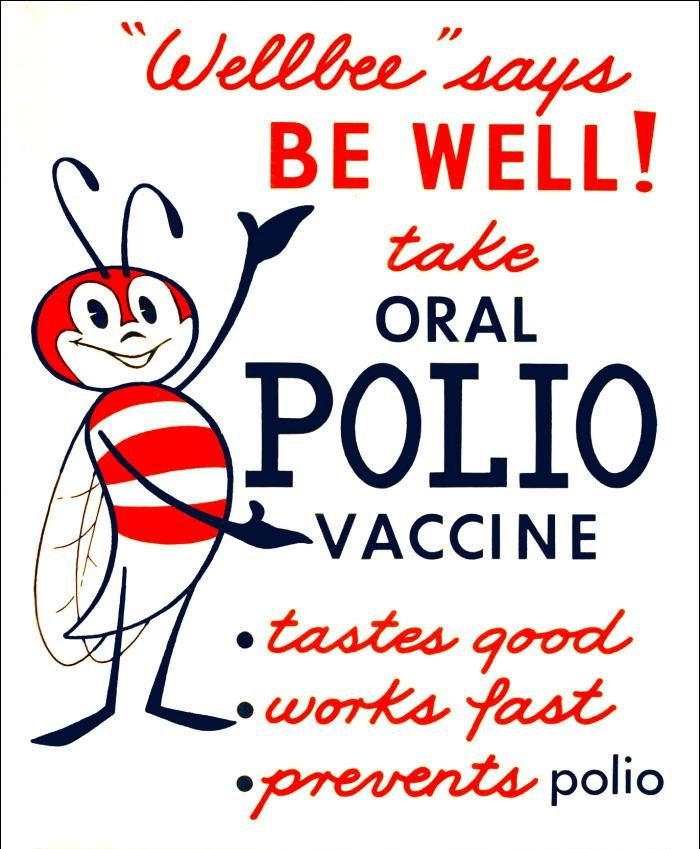

## Biografía
Harold M. Walker nació en 1904 en Ossining, Nueva York en 1904, hijo de George Walker. A la edad de cinco años, resultó herido en un accidente de atropello y fuga; el incidente fue reportado en The New York Times.
Al principio de su carrera, trabajó en Mutt and Jeff y El gato Félix y luego en la unidad de Willard Bowsky con Beware of Barnacle Bill y luego en Popeye. Después del lanzamiento de Steamboat Willie, sincronizada con sonido, por Walt Disney en 1928, Walker señaló que «Disney nos sacó del negocio con su sonido».
En 1962 creó Wellbee, un personaje de dibujos animados que representaba el bienestar y fue utilizado en campañas de salud pública en Estados Unidos.